# Galit Levi

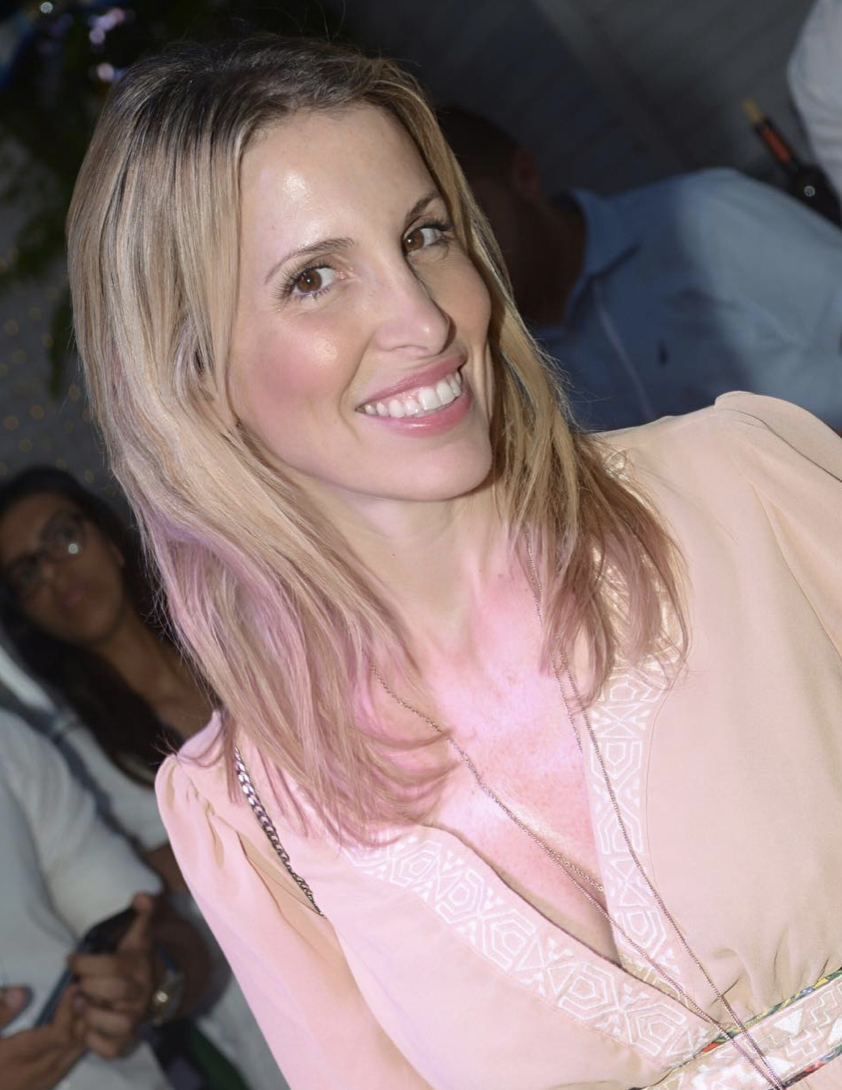
Galit Levi, 2016

Galit Levi (hebräisch גלית לוי; * 26. Dezember 1971 in Tel Aviv) ist eine israelische Modedesignerin, die Kleider mit politischen Botschaften für israelische Kandidatinnen von internationalen Schönheitswettbewerben entwarf.

## Leben
Galit Levi, geboren als Galit Grinstein, wuchs in Tzahala, einem Stadtviertel von Tel Aviv, auf. Im Alter von sieben Jahren begann sie selbständig Kleider für Barbie-Puppen zu schneidern. Nachdem sie ihren Militärdienst bei den Israelischen Verteidigungsstreitkräften beendet hatte, schrieb sie sich für ein Modedesignstudium am Shenkar College of Engineering, Design and Art in Ramat Gan ein. Ihr erstes Modehaus richtete sie mit 22 Jahren in der Dizengoffstraße in Tel Aviv ein. 2024 eröffnete sie einen Ausstellungsraum mit Brautmode und maßgefertigten Abendkleidern in Manhattan. Ihren Stil beschrieb ein israelisches Magazin als eine Mischung aus „Denver-Clan“, „Spartacus“ und „Star Trek“.

## Wirken
Levi wurde international bekannt für ihre „politischen Kleider“, die sie für israelische Kandidatinnen von Schönheitswettbewerben entwarf. 1998 schuf sie für die Gewinnerin des Miss World-Wettbewerbs Linor Abargil ein „Friedenskleid“ mit den Porträts des verstorbenen israelischen Premierminister Jitzchak Rabin, dem palästinensischen Präsidenten Jassir Arafat und dem ehemaligen US-Präsident Bill Clinton, die sich 1993 in Oslo für einen Nahost-Frieden eingesetzt hatten. Beim Wettbewerb um den Titel Miss Universe trug die 18-jährige Ilanit Levi über einem tarnfarbenen Seidenkleid eine schusssichere Militärweste der israelischen Armee, die mit Blumenmotiven aus etwa 2.000 Diamanten bestickt war. Für die Designerin symbolisierte diese Garderobe die Sicherheitslage in Israel. „Ich will den Leuten damit sagen, dass sie trotzdem weiter ausgehen und sich amüsieren sollen“, wurde sie im Nachrichtenmagazin Der Spiegel zitiert.
Für die erste israelisch-arabische Miss Israel, Rana Raslan, entwarf sie ein Mieder mit einem Pailletten besetzten Davidstern auf dem nackten Bauch. Im arabischen Raum wurde das Outfit zum Teil kritisiert.
Beim Eurovision Song Contest 1998 trug Dana International ein Kleid ihres Designs, nachdem Jean Paul Gaultiers Entwurf nicht zu den Bewegungen des Liedes passte.
Im Jahr 1999 gewann sie eine Auszeichnung der Zeitung Maariw, außerdem gewann sie eine Auszeichnung der Zeitung Yedioth Ahronoth. Im Jahr 2005 war sie für die Einkleidung der Teilnehmer der letzten Folge der Reality-Show The Apprentice verantwortlich. Bekannte Israelinnen wie Gal Gadot, Bar Refaeli oder Gila Gamliel ließen sich von Levi einkleiden.
Als 2011 die erste israelische Fashion Week seit den 1980er Jahren in Tel Aviv stattfand mit 18 nationalen und internationalen Designern und Roberto Cavalli als Ehrengast, eröffnete Galit Levi ihre Show mit einer Szene vor einem barocken Garten.
Im Jahr 2023 nahm Levi im Rahmen einer Zusammenarbeit mit dem israelischen Künstler Yigal Ozeri an der New York Fashion Week teil, für die sie seine Gemälde auf Stoffe druckte.